# Данвалле-Сен-Панкра
Данвалле́-Сен-Панкра́ (фр. Dampvalley-Saint-Pancras) — коммуна во Франции, находится в регионе Франш-Конте. Департамент — Верхняя Сона. Входит в состав кантона Вовиллер. Округ коммуны — Люр.
Код INSEE коммуны — 70200.

## География
Коммуна расположена приблизительно в 310 км к востоку от Парижа, в 80 км севернее Безансона, в 33 км к северу от Везуля.

## Население
Население коммуны на 2010 год составляло 49 человек.
| 1962 | 1968 | 1975 | 1982 | 1990 | 1999 | 2010 |
| ---- | ---- | ---- | ---- | ---- | ---- | ---- |
| 38   | 54   | 43   | 40   | 29   | 33   | 49   |

## Администрация
| Период | Период | Фамилия         | Партия | Примечания |
| ------ | ------ | --------------- | ------ | ---------- |
| ?      | 2011   | Марсель Тувено  |        |            |
| 2011   | 2014   | Бернадет Тувено |        |            |

## Экономика
В 2010 году среди 27 человек трудоспособного возраста (15—64 лет) 19 были экономически активными, 8 — неактивными (показатель активности — 70,4 %, в 1999 году было 50,0 %). Из 19 активных жителей работали 17 человек (8 мужчин и 9 женщин), безработных было 2 (1 мужчина и 1 женщина). Среди 8 неактивных 3 человека были учениками или студентами, 3 — пенсионерами, 2 были неактивными по другим причинам.

## Фотогалерея

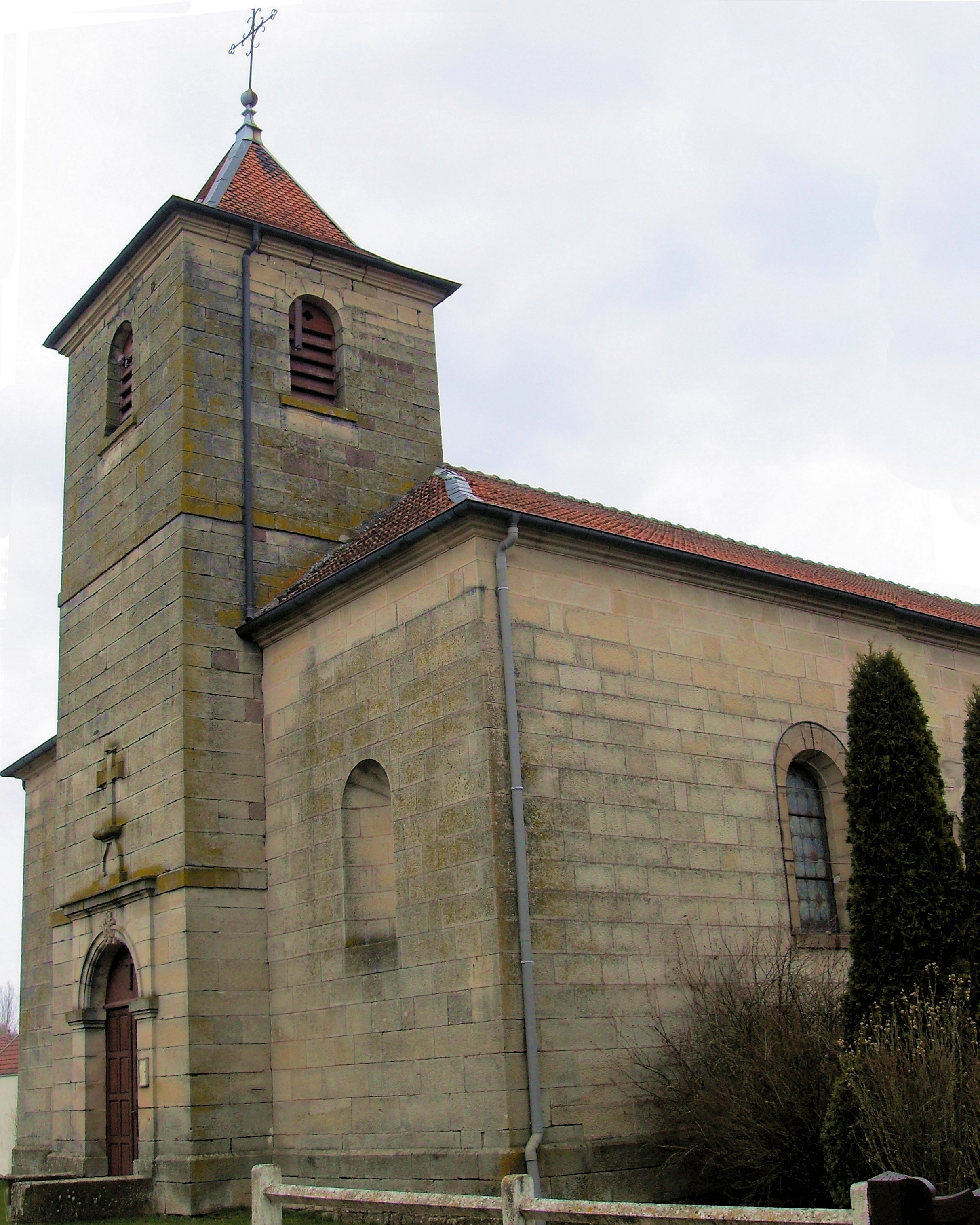
Церковь Св. Стефана
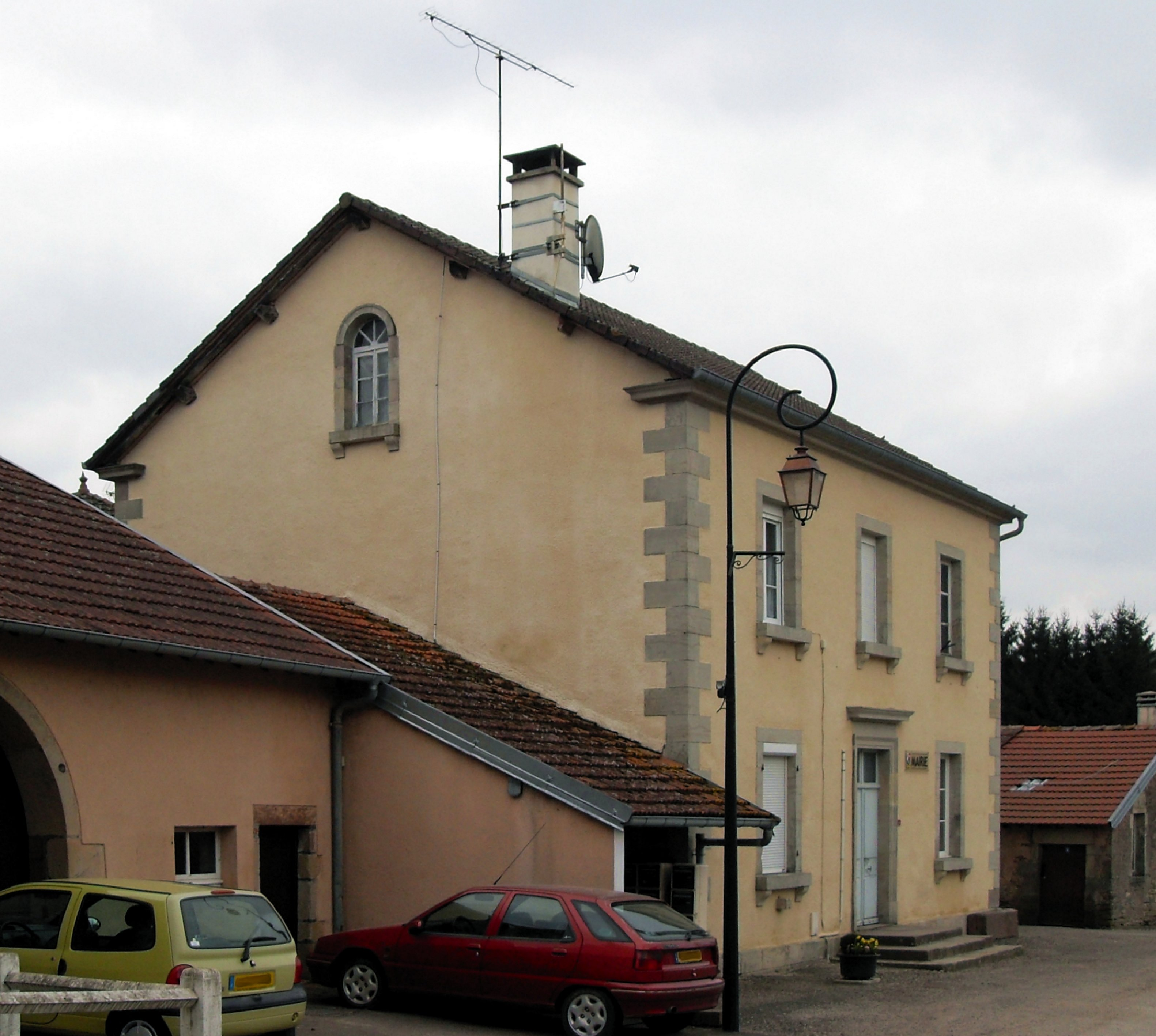
Мэрия
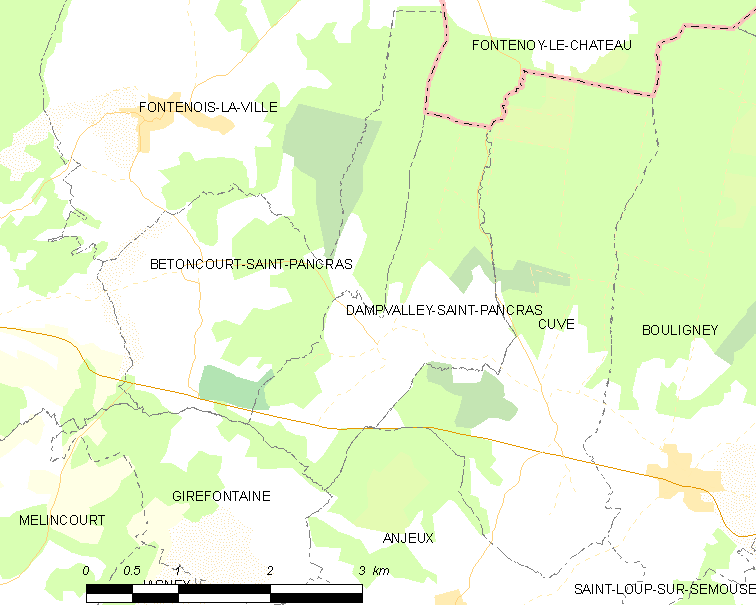
Карта коммуны